# Yusuke Kawakita
Yusuke Kawakita (川北 裕介 Kawakita Yusuke?, nacido el 13 de mayo de 1978 en Osaka) es un exfutbolista japonés. Jugaba de guardameta y su último club fue el Ehime FC de Japón.

## Trayectoria

### Clubes
| Club             | País  | Año         |
| ---------------- | ----- | ----------- |
| Ventforet Kofu   | Japón | 2001 - 2002 |
| Tokushima Vortis | Japón | 2003 - 2005 |
| Ehime FC         | Japón | 2006 - 2012 |

## Estadística de carrera

### J. League
| Club             | Año   | J. League | J. League | Copa J. League | Copa J. League | Total | Total |
| Club             | Año   | Part.     | Goles     | Part.          | Goles          | Part. | Goles |
| ---------------- | ----- | --------- | --------- | -------------- | -------------- | ----- | ----- |
| Ventforet Kofu   | 2001  | 13        | 0         | 0              | 0              | 13    | 0     |
| Ventforet Kofu   | 2002  | 9         | 0         | -              | -              | 9     | 0     |
| Tokushima Vortis | 2005  | 0         | 0         | 0              | 0              | 0     | 0     |
| Ehime FC         | 2006  | 24        | 0         | -              | -              | 24    | 0     |
| Ehime FC         | 2007  | 19        | 0         | -              | -              | 19    | 0     |
| Ehime FC         | 2008  | 21        | 0         | -              | -              | 21    | 0     |
| Ehime FC         | 2009  | 0         | 0         | -              | -              | 0     | 0     |
| Ehime FC         | 2010  | 13        | 0         | -              | -              | 13    | 0     |
| Ehime FC         | 2011  | 32        | 0         | -              | -              | 32    | 0     |
| Ehime FC         | 2012  | 0         | 0         | -              | -              | 0     | 0     |
| Total            | Total | 131       | 0         | 0              | 0              | 131   | 0     |